# Kraftwerk Nubaria
Das Kraftwerk Nubaria ist ein GuD-Kraftwerk im Gouvernement al-Buhaira am Nubaria-Kanal in Ägypten.

## Daten
Mit einer installierten Leistung von 2.250 MW ist Nubaria eines der leistungsstärksten Kraftwerke in Ägypten (Stand September 2017). Die Jahreserzeugung lag 2009 bei 11,686 Mrd. kWh. Das Kraftwerk wird zur Abdeckung der Grundlast eingesetzt.
Mit der Errichtung der ersten beiden Anlagen wurde im August 2002 begonnen. Das Kraftwerk ging 2005 mit den ersten Blöcken in Betrieb. Im November 2005 wurde mit dem Bau der dritten Anlage begonnen. Sie ging 2009 in Betrieb. Die Gesamtkosten für die Errichtung des Kraftwerks lagen bei 3,6 Mrd. USD.
Das Kraftwerk ist im Besitz der Egyptian Electricity Holding Company; es wird von der Middle Delta Electricity Production Company betrieben.

## Kraftwerksblöcke
Das Kraftwerk besteht aus drei Anlagen. Die folgende Tabelle gibt einen Überblick:
| Anlage | Block | Max. Leistung (MW) | Betriebsbeginn | Turbine | Generator | Dampfkessel |
| ------ | ----- | ------------------ | -------------- | ------- | --------- | ----------- |
| 1      | 1     | 250                | 2005           | Siemens | Siemens   | Alstom      |
|        | 2     | 250                | 2005           | Siemens | Siemens   | Alstom      |
|        | 3     | 250                | 2006           | MHI     | Melco     |             |
| 2      | 1     | 250                | 2005           | Siemens | Siemens   | Alstom      |
|        | 2     | 250                | 2005           | Siemens | Siemens   | Alstom      |
|        | 3     | 250                | 2006           | MHI     | Melco     |             |
| 3      | 1     | 250                | 2009           | GE      | GE        | STF         |
|        | 2     | 250                | 2009           | GE      | GE        | STF         |
|        | 3     | 250                | 2010           | Alstom  | Alstom    |             |

Jede Anlage besteht aus zwei Gasturbinen sowie einer nachgeschalteten Dampfturbine. An beide Gasturbinen ist jeweils ein Abhitzedampferzeuger angeschlossen; die Abhitzedampferzeuger versorgen dann die Dampfturbine.